# Volsci
I Volsci furono un antico popolo italico di lingua indoeuropea, riconducibile alle genti osco-umbre.
Vivevano di pastorizia e agricoltura nell'appennino centrale, probabilmente tra Umbria e Sabina, fin quando non emigrarono verso quell'area del Lazio storico circostante i monti Lepini ed Ausoni, molto ricca di minerali di ferro e rame, ove si insediarono nel V secolo a.C.

## Etnonimo
Il nome dei Volsci deriva dalla radice vols, ritrovabile già nel nome di due città etrusche: dei Volsini Veteres e dei Volsini Novi, oppure dall'unione dell'etnonimo Osk con il prefisso Vol- significante "antichi" (Antichi Osci) o "bellicosi" (Osci Bellicosi).

## Origine
I Volsci facevano parte di un gruppo di popoli di lingua indoeuropea che si diffuse nell'intera Europa nella seconda metà del bronzo. In Italia, una prima ondata, intorno al 1200 a.C., riguardò i cosiddetti “Italici incineratori”, che praticavano la cremazione dei defunti.
Intorno all'anno 1000 a.C. ci fu una seconda ondata, costituita da gruppi di Osco-Umbri che, a differenza dei primi, seppellivano i  morti, perciò detti “Italici inumanti”. Gli Osco-Umbri si frazionarono in diversi gruppi. Nell'entroterra abruzzese si stanziarono i Peligni, i Marsi e i Sanniti, nei preappennini i Sabini ed i Volsci, sui Monti Sabini e i Monti Simbruini, gli Equi, sui Monti Ernici gli omonimi Ernici.
Queste popolazioni si sovrapposero presumibilmente a genti indigene abitanti il Lazio da  tempi più antichi, e precisamente i Latini Antichi, o Prisci, nelle zone del Latium vetus, gli Ausoni e gli Aurunci nel Latium adiectum.
I Volsci poi, attraverso le valli appenniniche (ad es.: la valle del Liri fra il VI e il V secolo a.C.) e  raggiunsero il mar Tirreno. Diedero vita a due insediamenti: quello dei "Volsci ecetrani", stabilitisi  nell'interno, con capitale Ecetra, in seguito scomparsa, e quello dei "Volsci anziati", che colonizzarono la costa tirrenica, con capitale Antium.
Alla loro espansione non fu estraneo il rituale della Primavera Sacra (Ver Sacrum in latino) che obbligava una parte degli abitanti di una zona ad allontanarsene, per creare nuovi insediamenti.

## Il territorio
Nell'Italia del VII secolo a.C. esistevano due popolazioni culturalmente molto avanzate: gli Etruschi (Italia centrale) e i Greci (Italia meridionale). Numerosi popoli di lingua indoeuropea si insediarono nei territori che per vari motivi non erano direttamente occupati  anche se facevano comunque parte di aree di influenza Greco-Etrusca. I Volsci in particolare, muovendosi dal loro precedente territorio probabilmente situato tra Sabina e Umbria, si insediarono soprattutto nel Latium vetus ai confini col Latium adiectum, quindi a sud est dei Latini: in un primo periodo nella Valle del Sacco per poi espandersi a sud verso Cassino e ad ovest nella valle dell'Amaseno, nell'agro pontino e sulle propaggini meridionali dei colli albani, fino alle attuali Velletri ed Anzio.
Le valli del Sacco e del Liri giocarono, e giocano ancora oggi, un ruolo strategico anche nel sistema dei collegamenti. Le loro caratteristiche geomorfologiche e climatiche paragonate a quelle delle aree circostanti le rendono “preziose vie di transito” l'Abruzzo presenta impervi rilievi orografici e la Pianura Pontina, sino all'età contemporanea era spesso e in larga parte impraticabile a causa delle paludi e/o delle ripetute e ampie alluvioni.
(Tito Livio, Storie 4,59; traduzione di Perelli, 1979)
Non a caso i Romani, dopo la loro conquista, costruirono la prima arteria viaria, la via Latina che, costeggiando le città collinari degli Ernici e dei Volsci come Anagnia, Ferentinum, Frusino, seguiva le valli del Trerus (Sacco) e del Liri. La via Latina fu realizzata tra i secoli IV e III a.C., ma era già percorsa in età preistorica e gli Etruschi la utilizzarono per colonizzare la Campania tra i secoli VIII e VI a.C. Sullo stesso percorso si snoda oggi l'autostrada A1 il più importante collegamento stradale tra il nord e il sud dell'Italia. La media Valle del Liri costituisce anche un importante snodo viario tra l’Adriatico e il Tirreno. I Monti Ernici e i Monti Volsci, che costituiscono il confine naturale del Lazio sono interrotti solo in corrispondenza del fiume Liri che ha le sue sorgenti sui monti Simbruini, in Abruzzo, e s'infiltra nel Lazio proprio attraverso questi monti. Questa naturale porta con l'Abruzzo si trova nei pressi della città di Sora ed era importantissima anche per la transumanza dalla valle del Fucino e dalla Marsica alla fascia costiera tirrenica e viceversa. Proprio attraverso Sora penetrò nella Valle del Liri il primo gruppo di Volsci: quelli che successivamente furono chiamato “Volsci ecetrani” dal nome della loro capitale Ecetra.
Subito dopo (sec. VII a.C.), anche approfittando della crisi politica di Roma che si trovava nella fase di passaggio dalla monarchia alla repubblica, i Volsci, superati i Monti Lepini, occuparono quella che viene oggi chiamata Campagna romana a cominciare da Antium (496 – 493 a.C.) per cui questo nuovo gruppo fu successivamente definito “Volsci anziati”. Questo territorio era distinto in due parti. Perlopiù pianeggiante, tendente al sabbioso, paludoso e malarico quello del litorale tirreno (Agro pontino), collinoso, meno fertile, ma esente da malaria quello più interno. Comunque, anche con queste differenziazioni, erano ugualmente molto importanti dal punto di vista economico in quanto ambedue stazioni terminali della stagionale transumanza ovina.

### Guerre con Roma
Furono fra i nemici più pericolosi della Roma arcaica, alleati frequentemente con gli Equi (mentre gli Ernici dal 486 a.C. in poi furono alleati di Roma). Secondo Tito Livio erano: 
(Tito Livio, Ab Urbe condita, VII, 27)
Almeno fino a quando non fu distrutta nel 495 a.C., la città più estesa e popolosa, tanto da poterne essere considerata la capitale, fu Suessa Pometia; successivamente la 'capitale' del territorio controllato dai "Volsci anziati" divenne Anzio (in origine un oppidum latino). In quel periodo i Volsci abitavano un'area, in parte collinosa e in parte paludosa, nel sud del Latium, limitata dagli Aurunci e dai Sanniti a sud, dagli Ernici a est e all'incirca dalla linea che da Norba e Cora, a nord, andava ad Anzio a sud.
I Volsci Ecetrani occupavano, invece, la maggior parte della Valle del Sacco, della Valle del Liri e della Valle di Comino.

## Città
Nel territorio del "Latium vetus", i Volsci occupavano oltre ad Antium (Anzio e Nettuno), anche Velitrae (Velletri), luogo di provenienza della famiglia di Ottaviano Augusto. 
Volsca era Suessa Pometia, posta nella pianura pometina, di cui Strabone racconta che fosse stata il territorio dell'antico insediamento del popolo degli Ausoni; in seguito essa venne occupata dagli Osci-Volsci.
Sempre volsche erano Privernum (Priverno); Setia (Sezze); Longula; Polusca e Corioli, città madre dei Volsci, Ecetra, la capitale scomparsa dei volsci ecetrani che probabilmente si trovava nel territorio di Artena, o, secondo altri, in quello di Morolo; Castro dei Volsci; Fabrateria Vetus (Ceccano); Frusinum (Frosinone); Terracina; Satricum (Satrico).
In quello che poi sarà il Latium adiectum sorgevano le città volscie di: Arpino (la città di Gaio Mario e di Cicerone); Atina; Casinum (Cassino); Fregellae (loc. Isoletta di Arce); Fundi (Fondi) nelle cui vicinanze si trovava Amyclae o Amynclae; Settefrati; Sora (la città di Marco Attilio Regolo).

## Lingua
I Volsci parlavano il volsco, un linguaggio italico sabellico, del gruppo umbro-picenico.
Per diverso tempo la lingua volsca fu nota solo per il ritrovamento, nel 1784,della Tabula Veliterna,  presso la Chiesa delle Stimmate di San Francesco a Velletri, e oggi esposta al Museo Archeologico Nazionale di Napoli. Si tratta di un testo volsco scritto in alfabeto latino, il che porta gli studiosi a ritenere che la tabula risalga al III secolo a.C., quando Velitrae era ormai romana. Il testo riporta le prescrizioni per le offerte presentate alla dea Decluna. Secondo altri studiosi, invece, la lamina non sarebbe da riferire alla lingua volsca, ma piuttosto ad altre culture italiche, come i Marsi dell'Abruzzo.
Nel 1983, durante gli scavi nella necropoli di Satrico è stata ritrovata una accetta per miniature, con inciso un breve testo ancora incerto nella traduzione, datata alla prima metà del V secolo, ora esposta al Museo Archeologico di Cassino.

## Personaggi volsci nella letteratura latina
Il personaggio virgiliano della vergine guerriera Camilla, nell'Eneide, è di etnia volsca. Camilla è figlia di Metabo, re della città di Priverno.